# Ludwig von Pastor
Ludwig von Pastor, nobilitato con il titolo Freiherr von Campersfelden (Aquisgrana, 31 gennaio 1854 – Innsbruck, 30 settembre 1928), è stato uno storico e diplomatico tedesco naturalizzato austriaco.
La sua opera più nota fu la Geschichte der Päpste seit dem Ausgang des Mittelalters (Storia dei Papi dalla fine dell'età medioevale), che uscì in sedici volumi dal 1886, l'ultimo dei quali fu pubblicato postumo nel 1933.

## Biografia
Pastor nacque in Germania, ad Aquisgrana, e studiò presso il ginnasio di Francoforte, dove fu allievo di Johannes Janssen. Quest'ultimo gli fece conoscere la storia del papato (critica e scettica) di Leopold von Ranke, un evento che orientò gli interessi di Pastor, il quale sarebbe divenuto in un certo senso l'avversario di parte cattolica di Ranke. La sua tesi fu sempre che le pecche del Papato riflettevano semplicemente difetti comuni delle varie epoche.
Pastor studiò poi nel 1875 a Lovanio e quindi, negli anni accademici 1875/76 e 1877/78, a Bonn, rispettivamente, e a Vienna.
Dal 1881 Pastor insegnò presso l'università di Innsbruck dove ottenne la cattedra di storia moderna nel 1887.
In occasione del suo primo viaggio in Italia, nel 1881, la sua precoce fama gli valse il sostegno di papa Leone XIII, il quale gli permise di accedere agli archivi della Biblioteca Vaticana.
Nel 1901 fu incaricato della direzione dell'Istituto Austriaco di Storia a Roma, alla cui guida resterà per anni con una breve interruzione dal 1914 al 1919. Dal 1921 fu nominato ambasciatore d'Austria presso la Santa Sede. Nel frattempo era stato nominato cavaliere nel 1908 e nel 1916 era stato elevato al rango di barone dall'imperatore d'Austria Francesco Giuseppe d'Asburgo.

## Opere
Il capolavoro di Pastor è la Storia dei Papi in 40 volumi. L'opera è una vasta storia del papato dal 1305, con papa Clemente V e l'avvio del cosiddetto esilio avignonese dei papi per terminare con l'invasione francese del 1798 e la soppressione temporanea dello Stato della Chiesa.
Pastor, comunque, concentrò la propria attenzione sui singoli pontefici piuttosto che sugli sviluppi dell'istituzione papato, riuscendo ad unire il proprio ardente cattolicesimo con una vasta erudizione.
Altra opera di ampia erudizione è una Storia del popolo tedesco in 8 volumi (1893–1926).